# Umag
Umag (pronunciación en croata: [ûmaɡ]; en italiano: Umago) es una ciudad situada en el condado de Istria, en Croacia. Según el censo de 2021, tiene una población de 12 699 habitantes.
Está ubicada en la costa oeste de Istria, a 10 km de la frontera con Eslovenia. El clima es mediterráneo y tiene 45 km de costa.
Los nobles romanos descubrieron el lugar y decidieron apropiarse de él como residencia de verano. El esplendor y la opulencia de aquellos tiempos se reflejan aún hoy en las casas venecianas del antiguo centro de la ciudad. Se han conservado partes de murallas y torres, así como edificios e iglesias renacentistas y barrocas.
Umag es un destino turístico popular, principalmente gracias a su belleza natural y ubicación geográfica. El destino dispone de varias instalaciones de alojamiento de alta calidad y el mar es apto para nadar de mayo a octubre.

## Demografía

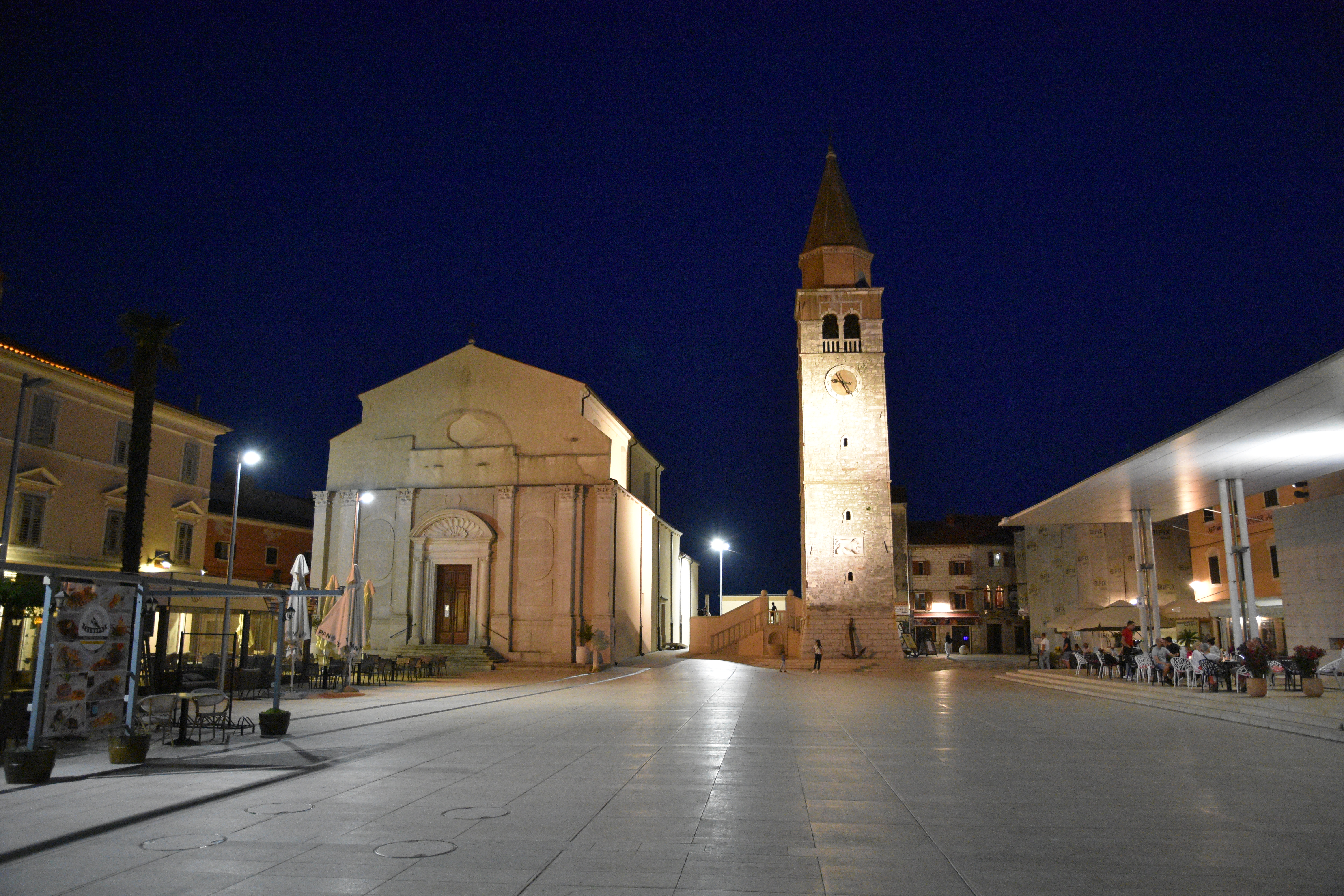
Iglesia de la Asunción de la Virgen María

Como muchas otras ciudades en Istria, Umag tiene un población multiétnica. Según el censo de 2021, el más reciente su población era de 12.699 habitantes, de los cuales 6.751 vivían en la ciudad propiamente dicha.
Según el censo de 2021, el 72.8% de los habitantes son croatas, el 10.31% son italianos, el 5.3% son serbios, el 2.5% son eslovenos, el 1.7% son bosnios, el 1.3% son albaneses y el 2.4% están regionalmente declarados como istrianos, mientras que el resto no se clasifica.

## Historia

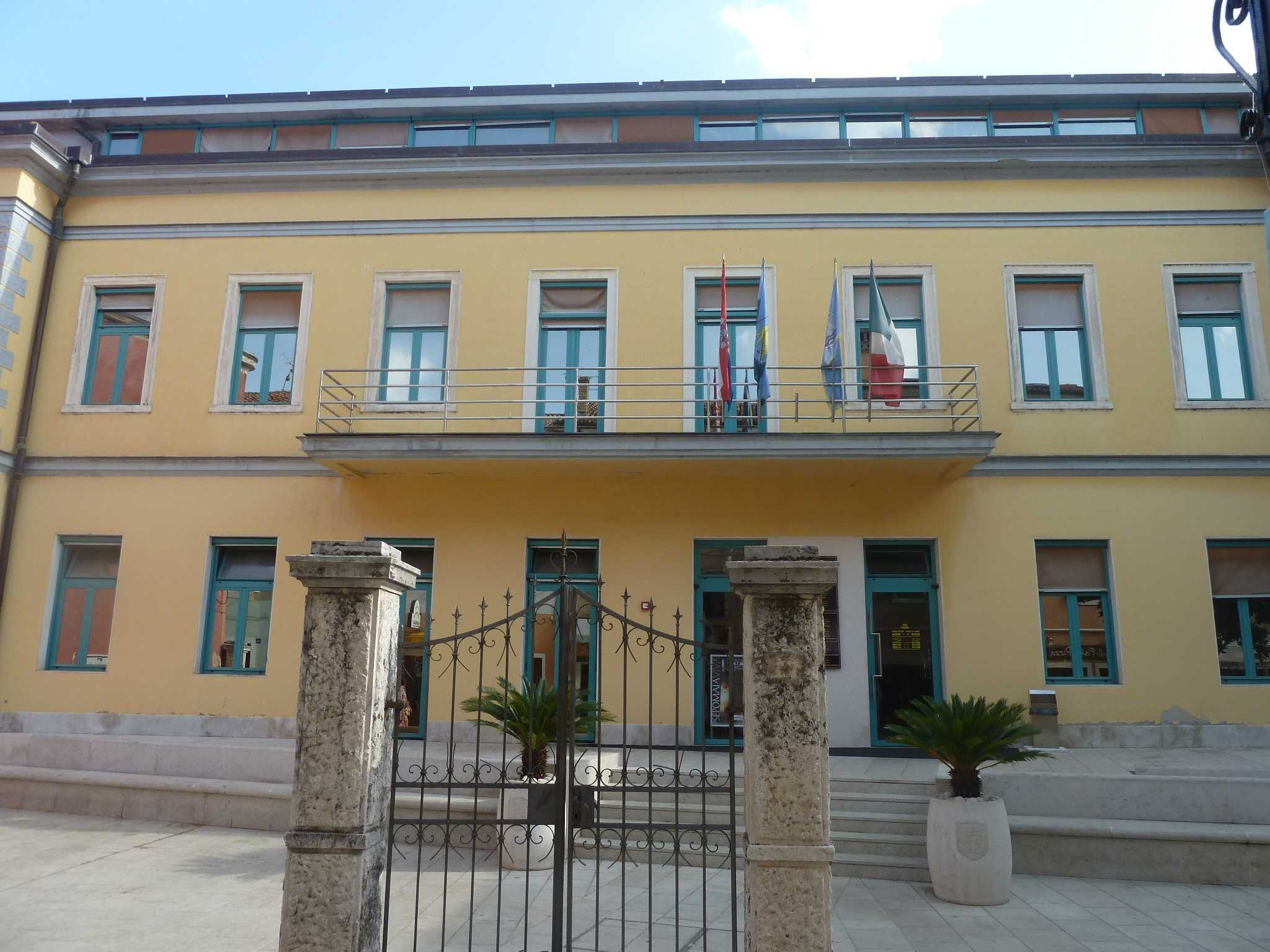
Municipalidad de Umag

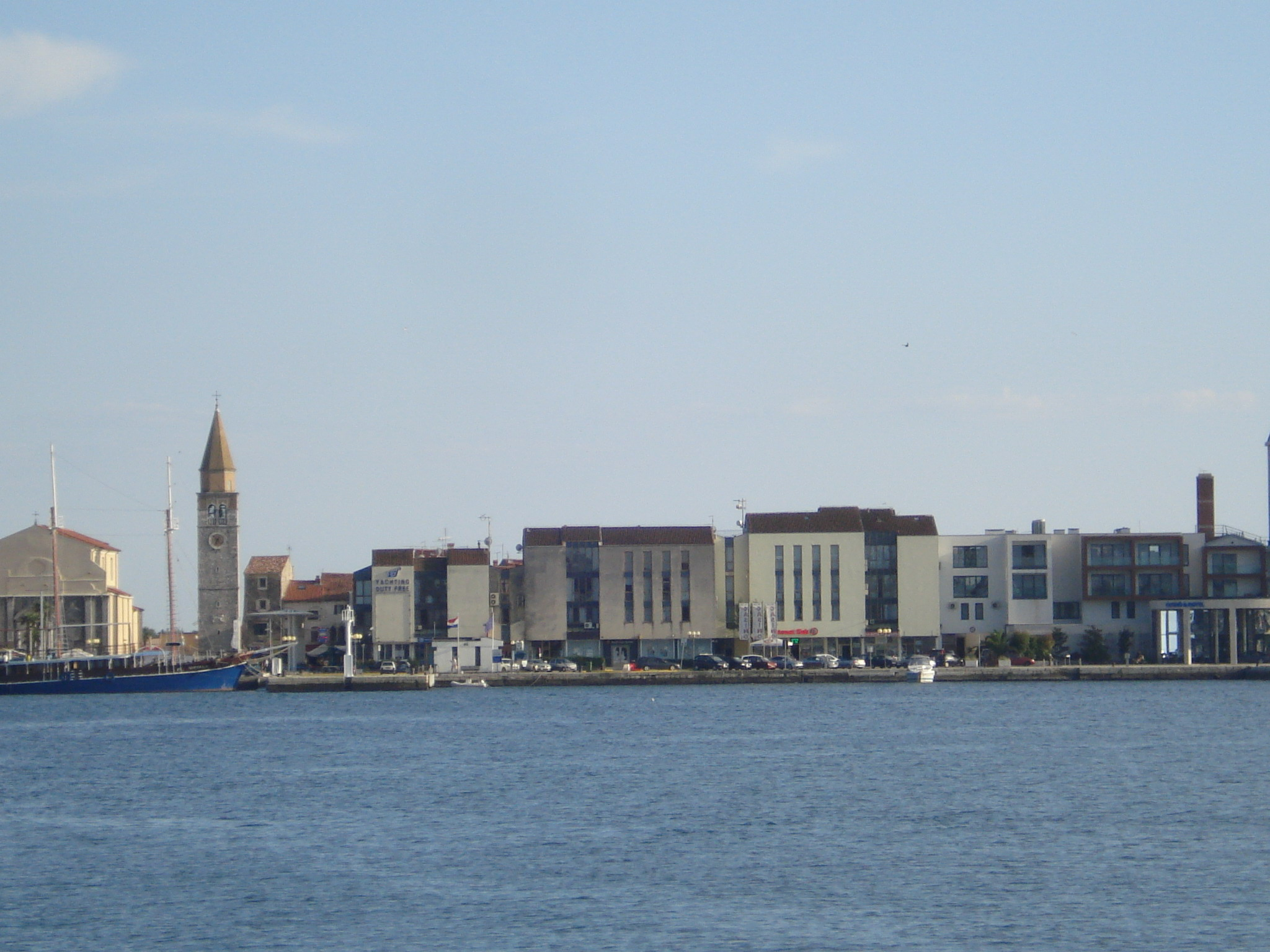
Orilla norte

Umag es mencionada por primera vez en el siglo VII por un ciudadano anónimo de Rávena, pero ya habría existido en tiempos del Imperio Romano. Prueba de ello es que se han encontrado en sus restos retratos romanos y la llamada villa rústica, descubierta en la costa. La historia de la ciudad está estrechamente ligada al poblamiento de Sipar, cuyas ruinas están en un cabo muy estrecho ubicado a seis kilómetros al norte del centro de Umag. En el siglo IX, el poblamiento fortificado de Sipar fue devastado por invasores, como los piratas del Neretva. Aun así, después de este desgraciado acontecimiento, Umag creció en importancia gracias a su ubicación, un islote pequeño separado de tierra firme por un canal estrecho. De hecho, esta ubicación protegió el poblamiento de invasiones continuas a lo largo de los siglos. El periodo romano, de prosperidad relativa, fue sustituido por uno de inestabilidad, causado principalmente por invasiones frecuentes, brotes de peste, cólera y malaria. El número de sus habitantes declinó rápidamente. Umag llegó a ser parte de los reinos de Odoacro y Teodorico, y fue también gobernado por los lombardos.
Del siglo VI al VII cayó bajo dominio bizantino, seguido por el lombardo, en 751, y el franco, en 774. El periodo siguiente estuvo marcado por la inseguridad y los cambios frecuentes de gobierno, de los Patriarcas de Grado y Aquileia, a los Obispos de Trieste. Aun así, la república veneciana impuso sus leyes en Istria, forzando a Umag y otras ciudades de Istria a jurar lealtad a Venecia. De hecho, en 1269, la Comuna de Umag juró lealtad a Venecia, lo que duró hasta 1797; en este periodo, Venecia designaba a los gobernadores de Umag de entre personas de su nobleza; este periodo no fue pacífico.
Enfrentamientos centenarios con Génova trajeron más destrucción y desastre. En 1370, la armada genovesa atacó Umag, destruyendo el archivo de la ciudad. Los brotes de peste, que diezmaron a la población, forzaron a las autoridades venecianas a considerar la colonización del área con nuevos habitantes, principalmente de los territorios amenazados por invasiones turcas. El puerto de Umag fue utilizado para cargar producción agrícola del interior del continente. Hasta la caída de Venecia, Umag había vivido como otros puertos istrianos. Su administración comunal estaba garantizada por el estatuto de 1541.
Con la caída de la República veneciana, Umag, al igual que la costa adriática oriental entera, quedó bajo el poder de Francia hasta 1815, cuando  pasó a Austria, que la mantuvo hasta 1918. Con el final de la Primera Guerra Mundial, Istria pasó a formar parte de Italia. Después de la Segunda Guerra Mundial, el empeoramiento de la crisis de Trieste resultó en el establecimiento del Territorio Libre de Trieste, mientras Umag pasaba a formar parte de la "Zona B", gobernada por el ejército yugoslavo. Después, en 1954, formó parte de la República Socialista de Croacia dentro de la RSF de Yugoslavia. Tras esta incorporación a Yugoslavia, se produjo un éxodo de muchos italianos de la ciudad de Umag, que hasta entonces constituía la mayoría de su población.
En 1993, con el establecimiento de la nueva ley de gobierno local, Umag se convirtió en un municipio independiente (općina), y, en 1997, le fue otorgado el título de ciudad (grad).

## Economía
Las características naturales del área han influido considerablemente al desarrollo de la economía en su conjunto. La ubicación geográfica de Umag, en particular, ha asegurado un crecimiento intensivo y dinámico de la industria turística después de la Segunda Guerra Mundial, la cual ha ido expandiéndose rápidamente desde entonces. La cercanía de los grandes mercados europeos del oeste y el aumento de sus niveles de riqueza han contribuido en la expansión de esta rama económica, estrechamente ligada a otros recursos económicos de la región, siendo el más significativo la agricultura. La fértil  tierra y las vastas extensiones de tierra cultivable han estimulado la producción actual de cultivos mediterráneos tradicionales milenarios, especialmente el olivo y la viña.
Los últimos informes de exitosos elaboradores industriales de vino y el creciente número de productores de prestigio se pueden ver en las clasificaciones de vinos. El agroturismo ha fomentado la preservación de los valores tradicionales de la región. Es importante para la economía de Umag la fábrica alimentaria "Podravka", fundada en 1934.
Existen dos polos industriales (Ungarija y Kravlji rt), con la infraestructura necesaria. También existe un sector importante de pequeña y mediana empresa. Además, Umag es miembro fundador del Istarska razvojna agencija (Agencia de Desarrollo de Istria), con su sede en Pula.

## Turismo
Aunque la ciudad de Umag no es excesivamente grande, tiene algunos lugares de interés turístico. Los que más destacan son la iglesia de la Asunción de la Virgen María y San Peregrino (siglo XVI), la iglesia de San Roche (siglo XVI), la galería Marin (1997), el museo de Umag (1976) y el faro Savudrija (1818), a unos 9 km de la villa.

## Deporte
Umag alberga un torneo de tenis de la ATP en cancha de arcilla, en el mes de julio.